# Svartpotten
Svartpotten är en sjö i Nacka kommun i Uppland och ingår i Norrström-Tyresåns kustområde. Sjön är 4,5 meter djup, har en yta på 0,01 kvadratkilometer och befinner sig 11 meter över havet.